# La Femme écarlate
Pour plus de détails, voir Fiche technique et Distribution.
La Femme écarlate est un film franco-italien réalisé par Jean Valère, sorti en 1969.

## Synopsis
Âgée d'une trentaine d'années, Eva (Monica Vitti) perd ses parents et hérite d'une fabrique de parfums sur la Côte d'Azur. Ne connaissant rien aux affaires, elle en confie la gestion à son amant, Julien (Robert Hossein). Celui-ci, après l'avoir ruinée, la quitte brutalement. Elle part à Paris et s'installe dans un palace. Elle se donner huit jours pour réfléchir si elle va tuer Julien ou se suicider, et décide alors de mener la grande vie. Pendant cette période, elle rencontre François (Maurice Ronet), qu'elle séduit avant de le quitter et de disparaître. Vêtue d'une tenue écarlate, elle espionne Julien, tout en étant suivie par François…

## Fiche technique
- Titre : La Femme écarlate
- Réalisation : Jean Valère
- Scénario : Paul Gégauff et Jean Valère
- Photographie : Carlo Di Palma
- Montage : Jacques Gaillard
- Musique : Michel Colombier , Domenico Cimarosa (Concerto pour hautbois en Do majeur)
- Son : Guy Chichignoud
- Direction artistique : Guy Littaye
- Producteurs : André Génovès, Alberto Grimaldi
- Société de production :  Les Films de l'Epée, Les Films de la Boétie, Produzioni Europee Associati (PEA)
- Société de distribution : Compagnie française de distribution cinématographique (CFDC), Sirius, UGC Distribution, Pathé Consortium Cinéma
- Pays de production :  France  |  Italie
- Tournage : du 18 novembre 1968 au 31 décembre 1968
- Format : Couleur (Eastmancolor) — 35 mm — 1,85:1 — Son : Mono
- Genre : Comédie dramatique
- Durée : 90 minutes
- Date de sortie : 
  - France : 14 mai 1969

## Distribution
- Monica Vitti : Eva
- Maurice Ronet : François
- Robert Hossein : Julien
- Claudio Brook : John Bert
- Gérard Lartigau : Tommy
- Jacques Ciron  : le vendeur de la voiture
- Albert Simono
- Lucien Raimbourg
- Monique Mélinand
- Simone Bach
- Robert Rollis : le chauffeur de taxi
- Sabine Sun
- Colette Gérard
- Max Montavon
- Antonio Passalia
- François de Lannurien
- Madeleine Damien

## Autour du film
- L'apparition (non créditée), du réalisateur Claude Chabrol dans le rôle d'un liftier de la Tour Eiffel[1].